# هوراژدوویتسه
هوراژدوویتسه (به چکی: Horažďovice) یک منطقهٔ مسکونی در جمهوری چک است که در ناحیه کلاتووی واقع شده‌است. هوراژدوویتسه ۵٬۴۲۸ نفر جمعیت دارد.